# خلات الأيزوبروبيل
```
خلات الأيزوبروبيل
 هي 
إستر
، مركب عضوي وهي نتاج أسترة 
حمض الأسيتيك
 
والأيزوبروبانول
 ولها رائحة الفواكه. هو سائل شفاف عديم اللون ذو رائحة 
فواكه
 مميزة.
[
بحاجة لمصدر
]
```

خلات الأيزوبروبيل هو مذيب له مجموعة متنوعة من استخدامات التصنيع، حيث يمكن مزجه مع معظم المذيبات العضوية الأخرى، وقابل للذوبان بشكل معتدل في الماء. يتم استخدامه كمذيب للسليلوز والبلاستيك والزيوت والدهون. وهو أحد مكونات بعض أحبار الطباعة والعطور.
تتحلل أسيتات الأيزوبروبيل ببطء عند التلامس مع الفولاذ في وجود الهواء، وتنتج حمض الأسيتيك والأيزوبروبانول. يتفاعل بعنف مع المواد المؤكسدة ويهاجم العديد من المواد البلاستيكية.
خلات الأيزوبروبيل قابلة للاشتعال بشكل كامل في كل من أشكالها السائلة والبخارية، وقد تكون ضارة إذا ابتُلعت أو استُنشقت.
وضعت إدارة السلامة والصحة المهنية حدًا للتعرض المسموح به (PEL) يبلغ 250 جزء في المليون (950 مجم / م 3) على متوسط مرجح لمدة ثماني ساعات للعمال الذين يتعاملون مع خلات الأيزوبروبيل.